# Erdähnlicher Himmelskörper

Der Schalenaufbau der Erde, exemplarisch für den Aufbau terrestrischer Planeten

Als erdähnlicher (oder auch terrestrischer und tellurischer) Himmelskörper oder auch (sofern ein Planet oder Exoplanet betroffen ist) als Gesteinsplanet wird in der Sternen- und Planetenforschung ein Himmelskörper bezeichnet, der eine feste Oberfläche aufweist, durch die eigene Schwerkraft annähernd zu einer Kugel geformt ist und meist im Wesentlichen aus Gestein besteht (oft mit einem metallischen Kern). Diese Definition dient der Klassifizierung von Planeten.
Teilweise wird für die Bezeichnung „erdähnlich“ auch eine andere, strengere Auslegung angewendet. Mögliche zusätzliche Kriterien sind das Vorhandensein von Wasser und eine nennenswerte, möglicherweise lebensfreundliche Atmosphäre (siehe auch potentiell bewohnbare Planeten).

## Beschreibung
Erdähnliche Himmelskörper bestehen vollständig oder fast vollständig aus nicht-gasförmigen Bestandteilen und haben zumeist einen Schalenaufbau: Im Zentrum befindet sich ein Eisenkern, darüber eine dicke Schicht, der sogenannte Mantel, aus Silikaten und Oxiden, und zuoberst eine dünne Kruste, die ebenfalls aus Silikaten und Oxiden besteht, aber mit Elementen angereichert ist, die nicht in das Mantelgestein eingebaut werden können und mit der Zeit „ausgeschwitzt“ werden (zum Beispiel Kalium, seltene Erden, Uran). In einigen Fällen schließt sich über der Kruste eine Atmosphäre an. Bei der Erde liegt noch die Hydrosphäre (Ozeane, Seen, …) dazwischen. Früher waren ähnlicher Durchmesser und ähnliche Masse wie die Erde weitere Bedingungen, aber insbesondere eine ähnliche durchschnittliche Dichte. Letztere bewegt sich grob zwischen 4 und 8 g/cm³. Heute ist neben dem Nicht-gasförmig-Sein vor allem Bedingung, dass die eigene Masse den Himmelskörper in (weitgehende) Kugelform zwingt.
Historisch gehörten nur die vier Planeten des inneren Sonnensystems in die Gruppe der damals noch „terrestrische Planeten“ genannten Gruppe von Himmelskörpern: Merkur, Venus, Erde und Mars. Mittlerweile zählt die Planetologie neben Pluto aber auch den ähnlich aufgebauten Erdmond, die Jupitermonde Io und Europa sowie die größeren Eismonde wie Ganymed, Kallisto, Titan und Triton zu den erdähnlichen Himmelskörpern. In den letztgenannten Eismonden kann zwar der Eisenkern fehlen und ein Eismantel an die Stelle eines Silikatmantels treten, aber die grundsätzliche Beschreibung dieser Eismonde, ihre Entstehung und ihre Entwicklung ähneln denen der klassischen Vorbilder sehr. Auch der Zwergplanet Ceres und die großen, differenzierten Asteroiden Vesta und Pallas können in diese Gruppe eingereiht werden, da sie ihre eigene Größe ebenfalls in weitgehende Kugelform zwingt.
Aufgrund der mangelnden Genauigkeit und Leistungsfähigkeit der Messverfahren ist es schwierig, bei Exoplaneten eine erdähnliche Natur nachzuweisen.

## Beispiele außerhalb des Sonnensystems

### Kepler-186f
Kepler-186f kreist um einen etwa 490 Lichtjahre entfernten Roten Zwerg der Spektralklasse M im Sternbild Schwan am Nordsternhimmel. Unter den bislang entdeckten sechs planetaren Begleitern gilt Kepler-186f als erdähnlich. Der Planet hat etwa die 1,1-fache Masse der Erde und sein Radius entspricht ebenfalls dem 1,1-fachen der Erde. Damit handelt es sich mit großer Wahrscheinlichkeit um einen erdähnlichen Planeten (Gesteinsplaneten), der sein Zentralgestirn in einem Abstand von 52,4 Millionen Kilometern umkreist und für einen Umlauf 130 Erdentage benötigt. Sein Abstand zum Zentralgestirn ist zwar deutlich geringer als derjenige von der Erde zur Sonne, dennoch empfängt er im direkten Vergleich weniger Energie und liegt deshalb wahrscheinlich am äußeren Rand der habitablen Zone.

### Trappist-1-System
Das 40 Lichtjahre entfernte Sternensystem Trappist-1 enthält insgesamt sieben erdähnliche Planeten, deren Masse und Durchmesser denen der Erde ähneln und auf denen flüssiges Wasser vorhanden sein kann. Das System ist weitaus kleiner als das Sonnensystem, da der Zentralstern ein massearmer Roter Zwerg ist. Bei den Planeten Trappist-1 e, f und g geht die NASA davon aus, dass sie sich in der habitablen Zone befinden. Da Rote Zwerge weitaus älter werden als sonnenähnliche Sterne, hätte Leben auf Planeten von ihnen auch deutlich mehr Zeit, sich zu entwickeln. Der an der Entdeckung beteiligte Astronom Michaël Gillon sieht mit Trappist-1 vergleichbare Systeme als vielversprechendste Kandidaten für mögliches Leben.

## Status als Exoplanet unklar

### Kepler-452b
Nachdem Kepler-452b nach seiner Entdeckung im Jahr 2015 als erdähnlichster Planet eingestuft worden war, ist diese Einschätzung in einer Studie aus dem Jahr 2018 infrage gestellt. Vorherige Annahmen waren, dass Kepler-452 ein 1400 Lichtjahre von der Erde entfernter erdähnlicher Planet sei, eine Umlaufzeit von 385 Erdtagen besitze und der Durchmesser des Planeten ca. 60 % größer als der der Erde sei. Den infrage gestellten Annahmen zufolge hat der Planet die doppelte Schwerkraft wie die Erde. Sein Stern ähnele außerdem sehr der Sonne.